# Barbacenia schidigera
Barbacenia schidigera är en enhjärtbladig växtart som beskrevs av Lem.. Barbacenia schidigera ingår i släktet Barbacenia och familjen Velloziaceae. Inga underarter finns listade.